# Camps-la-Source
Camps-la-Source – miejscowość i gmina we Francji, w regionie Prowansja-Alpy-Lazurowe Wybrzeże, w departamencie Var.
Według danych na rok 1990 gminę zamieszkiwały 1113 osoby, a gęstość zaludnienia wynosiła 50 osób/km² (wśród 963 gmin regionu Prowansja-Alpy-W. Lazurowe Camps-la-Source plasuje się na 363. miejscu pod względem liczby ludności, natomiast pod względem powierzchni na miejscu 455.).